# Niki Garagouni
Niki Garagouni (griechisch Νίκη Γκαραγκούνη, * 12. März 1977 in Griechenland) ist eine griechische Volleyballspielerin.
Niki Garagouni, die bei einer Körpergröße von 1,84 m auf der Position der Mittelblockerin spielt, begann ihre Karriere 1988 beim griechischen Verein EA Larisa, wo sie für sechs Jahre spielte. Im Sommer 1994 wechselte Garagouni zum Athener Verein Vrilissia, wo sie in den nächsten sechs Jahren neben vier Meisterschaften (1995, 1996, 1997, 1999) zweimal den Pokal gewinnen (1999, 2000) und 1999 den dritten Platz beim Europapokal der Pokalsieger erringen konnte. Im Sommer 2000 wechselte Garagouni zum Traditionsverein Panathinaikos Athen, wo sie 2005 und 2006 das Double erreichen konnte. Bei Panathinaikos traf Niki Garagouni dabei wieder auf ihre ältere Schwester Maria Garagouni, mit der sie zuvor schon bei EA Larisa sowie Vrilissia zusammen spielte.
Niki Garagouni ist ein fester Bestandteil der griechischen Nationalmannschaft und nahm mit dieser unter anderem an den Olympischen Spielen 2004 in Athen teil.

## Karriere
| Zeitraum  | Verein              |
| --------- | ------------------- |
| 1988–1994 | EA Larisa           |
| 1994–2000 | Vrilissia           |
| 2000–2007 | Panathinaikos Athen |
| seit 2007 | Markopoulo          |

## Titel
- Griechischer Meister: 1995, 1996, 1997, 1999, 2005, 2006, 2007
- Griechischer Pokal: 1999, 2000, 2005, 2006

| Personendaten    | Personendaten                                              |
| ---------------- | ---------------------------------------------------------- |
| NAME             | Garagouni, Niki                                            |
| ALTERNATIVNAMEN  | Νίκη Γκαραγκούνη (griechisch)                              |
| KURZBESCHREIBUNG | griechische Volleyball-Nationalspielerin (Mittelblockerin) |
| GEBURTSDATUM     | 12. März 1977                                              |
| GEBURTSORT       | Griechenland                                               |